# پایگاه آب‌نشین سیلتکوس لیک
پایگاه آب‌نشین سیلتکوس لیک (به انگلیسی: Siltcoos Lake Seaplane Base) یک فرودگاه همگانی است که یک باند فرود آب دارد و طول باند آن ۴۵۷۲ متر است. این فرودگاه در کشور ایالات متحده آمریکا قرار دارد و در ارتفاع ۳ متری از سطح دریا واقع شده‌است.